# Thoreauea guerrerensis
Thoreauea guerrerensis är en oleanderväxtart som beskrevs av Diego och Lozada-perez. Thoreauea guerrerensis ingår i släktet Thoreauea och familjen oleanderväxter. Inga underarter finns listade i Catalogue of Life.